# 大垣日本大学高等学校
大垣日本大学高等学校（おおがきにほんだいがくこうとうがっこう）は、岐阜県大垣市林町にある、学校法人大垣日本大学学園が設置・運営する、日本大学準付属の私立高等学校。通称は「大垣日大」（おおがきにちだい）。

## 沿革
- 1963年 - 日本大学準付属校として大垣高等学校（学校法人大垣高等学校）開校（男女共学）[1]。
- 1989年 - 大垣日本大学高等学校と改名。
- 1990年 - 制服がブレザーに変わる。
- 1994年 - 日大コース・進学コース・国際情報コースを設置
- 1997年 - 日大コースを日大特進コース、進学コースを一般進学コース、国際情報コースを情報進学コースへ名称変更。
- 1998年 - 学校法人名を大垣日本大学学園と改称。
- 2000年 - 日大特進コースを特別進学コースに名称変更。
- 2004年 - 一般進学コース・情報進学コースを総合進学コースに変更。
- 2007年 - アカデミーコース設置。

## 所在地
- 岐阜県大垣市林町6-5

## 設置学科
全日制課程：普通科
- アカデミーコース（国公立大学を目指すコース）
- 特別進学コース（国公立大学、日本大学、難関私立大学を目指すコース）
- 総合進学コース（日本大学、四年制大学、短期大学、専門学校への進学を目指すコース）

## 部活動

### 運動系
- 野球（甲子園に春5回、夏6回、春夏通算11回出場）。
  - 2007年春 - 選抜高等学校野球大会に希望枠で初出場し、準優勝。
  - 2009年秋 - 明治神宮野球大会へ初出場し、優勝。
- 男子バレーボール
- 女子バレーボール
- サッカー
- 剣道
- ソフトテニス
- 卓球
- 陸上競技
- 男子バスケットボール
- 女子バスケットボール
- 相撲
- 男子柔道
- 女子柔道
- 水泳
- レスリング

### 文化系
- 書道
- 吹奏楽
- 家庭科
- 演劇
- 茶華道

### 同好会
- パソコン
- 園芸
- 放送
- ライフル射撃
- 学習
- 美術

### 生徒会
- 応援
- チアーリーディング

2018年、春の日本高校ダンス部選手権において準優勝。
- 文芸
- 音楽
- 写真
- ESS

## 各種実績

### 大学合格実績
日本大学への進学率は県内の高校でトップと謳っており、2021年の合格者数は94人である。

## 主な卒業生

### 野球
- 曽我部直樹（元プロ野球選手）
- 阿知羅拓馬 （元プロ野球選手）
- 沼田拓巳 （元プロ野球選手）
- 滝野要 （元プロ野球選手）
- 橋本侑樹 (プロ野球選手)

### 柔道
- 大熊政彦 （柔道家）
- 岡田弘隆 （柔道家）
- 今川義則 （柔道家）
- 吉田優平 （柔道家）

### 自転車
- 黒木美香 （元自転車競技 選手）
- 山口拳矢 （競輪選手）

### その他スポーツ
- 石原英康 （元プロボクサー）

### 芸能
- 坂井千春 （演歌歌手）
- 松田大輔 （東京ダイナマイト）
- 山田澪花 （元SKE48）
- 志崎ひなた （グラビアアイドル）